# 莱德豪森

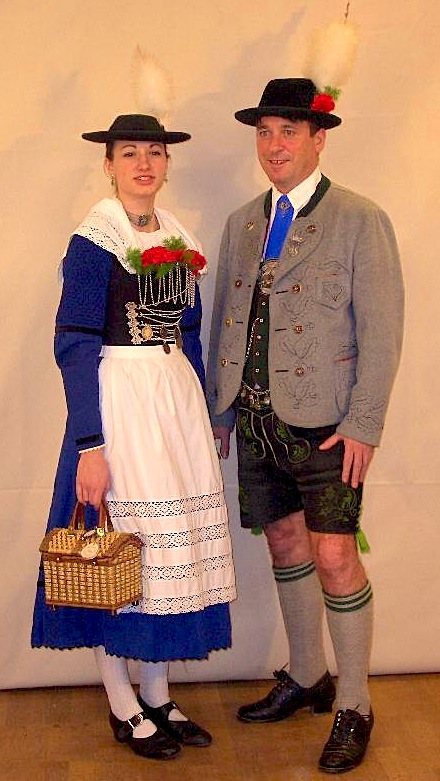
来自米斯巴赫的一对情侣，身穿米斯巴赫风格的特拉希特。男子身穿巴伐利亚式的皮短裤

莱德豪森（德語：Lederhosen）在德语是指皮裤，亦称啤酒裤，是中欧阿尔卑斯山周边地区的男式穿着，曾是巴伐利亚和蒂罗尔地区常见的工装。长款皮裤在德语中称为Bundhosen或Kniebundhosen。

## 巴伐利亚

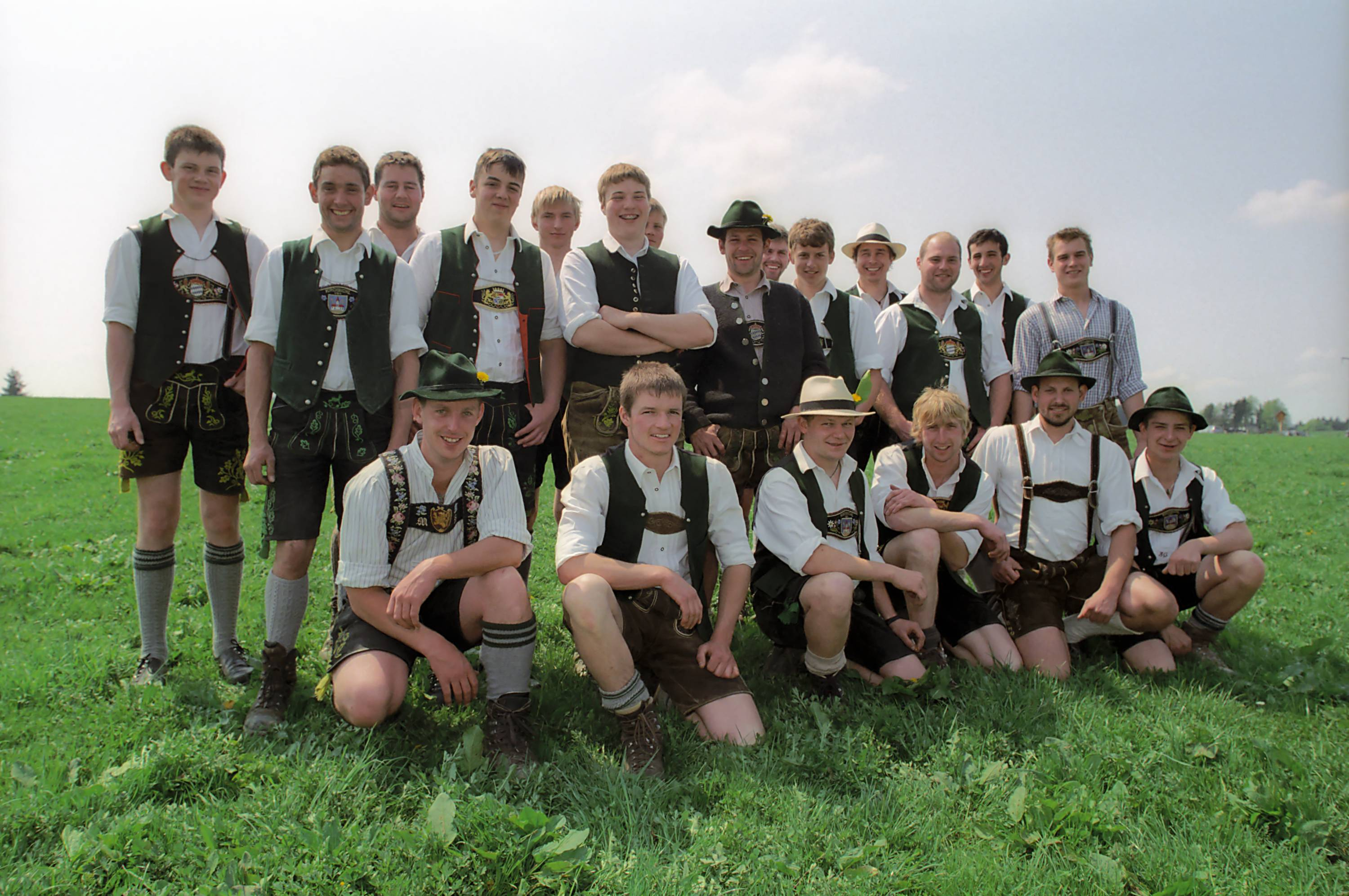
着皮短裤的巴伐利亚男性

皮裤曾是巴伐利亚男性在从事劳动时穿着的，这是因为皮质要比织物服装更耐用，利于体力工作。但到现代，皮裤更多成为休闲装扮。在慕尼黑啤酒节的庆祝活动中，皮裤和村姑连衣裙是常见的装扮。皮裤在阿尔卑斯山区和周边的巴伐利亚、奥地利、瑞士、南蒂罗尔、阿尔高地区的男性之间很流行。
《巴黎人时装报》（La Couturière Parisienne）撰文认为，皮裤原本并非巴伐利亚人的专属服饰，而是流行于全欧洲，尤其受骑手、猎人等户外活动者喜爱。不过，其袋盖设计则是巴伐利亚人的发明。前襟下垂的袋盖风格在18世纪时风靡，在法国被称作“巴伐利亚风格”（à la bavaroise）。19世纪时，皮裤在巴伐利亚不再流行，城市居民将之视作未开化的农民的衣着。然而到19世纪80年代，在慕尼黑等城市的市民组建了有多个志在保护这类传统服饰的团体。于是自此开始，皮裤成为一种彰显族群特色的节庆装扮。
传统的皮裤是用鞣制的鹿皮手工制作的，这样制作的裤子柔软、轻盈又耐用。由于这些皮裤非常宝贵，甚至可以持续一生不损坏，一些巴伐利亚人甚至将他们的皮裤遗留给下一代。一些现代皮裤的变体是由更重且低质的皮革或天鹅绒皮革等仿制品制成的，这样制作的裤子更便宜，但不耐用。所有的皮裤通常都配有两个侧袋，一个臀部口袋，一个刀袋，以及一个衣兜（前襟下垂）。啤酒节庆典期间，会有一些人们身着皮裤，同时穿巴伐利亚特色的哈弗尔靴（Haverlschuhe），以及长袜，和经典的纯白或格子衬衫。

## 施瓦本
皮裤亦是德国施瓦本地区的传统装扮，但这一地区的皮裤一般是过膝的。这些长及膝盖的皮裤在底部有开口，也与巴伐利亚不同。虽然格子衬衫有时会与皮裤搭配，但在历史上更常见的是与白色麻布衬衫和彩色马甲搭配穿；马甲最常见的是红色。当地皮裤的颜色亦很特别，一般是农民着黑色，酿酒人着黄色。这些皮裤还会有特色装饰图案。如今，皮裤和所谓的传统服装亦主要是在当地的节庆中穿着，部分是根据现代流行趋势设计。

## 德国男童

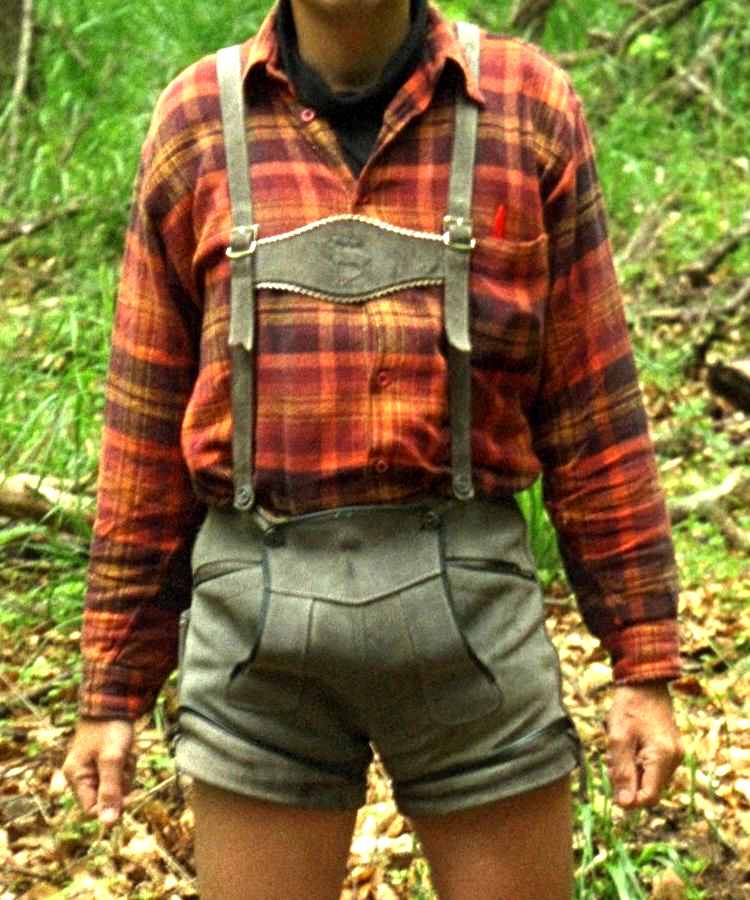
男童的皮短裤一般比成年版本更短，亦少有刺绣装饰

20世纪时，德国和奥地利男童流行穿皮裤。如今一些德国和法国的童军亦以皮短裤为非正式服装。